# Dialepta micropolia
Dialepta micropolia es una especie de mariposa Pyralidae. Es la única especie del género Dialepta. Fue descrito por Turner en 1913. Se encuentra en Australia.